# Îles Selayar
Pour les articles homonymes, voir Selayar.
Les îles Selayar (en indonésien : Kepulauan Selayar) sont un archipel d'Indonésie situé au sud-est de la péninsule sud de l'île de Célèbes.

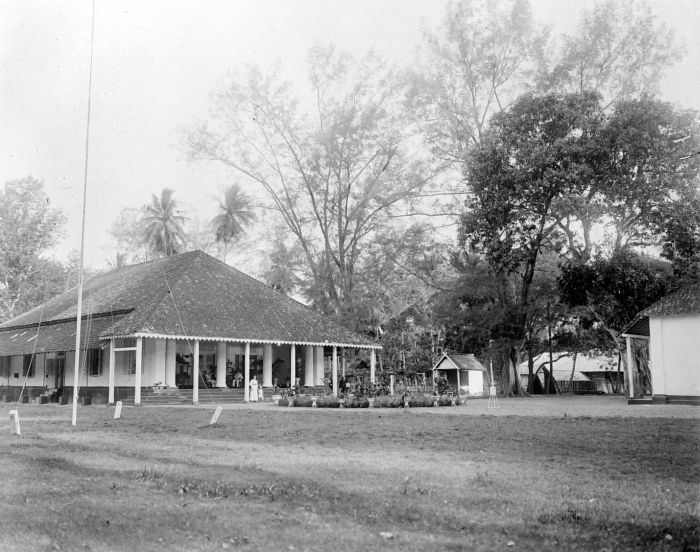
Résidence du controleur néerlandais de Selayar (1900-1940), aujourd'hui celle du bupati.

L'archipel forme le kabupaten des îles Selayar, en indonésien Kabupaten Kepulauan Selayar dans la province de Sulawesi du Sud. Son chef-lieu est Benteng, situé sur Selayar, l'île principale.
Le kabupaten des îles Banggai ainsi que ceux de Buol et Morowali ont été détachés en 1999 de celui de Banggai.

## Géographie
Les îles Selayar sont séparées de Sulawesi par le détroit de Selayar.
Les principales îles sont :
- Selayar
- Pulasi
- Tambalongang
- Tanahjampea
- Batu
- Kayuadi
- Panjang
- Les îles Macan
- Kalao
- Bonerate
- Bahuluang

## Tourisme et transport

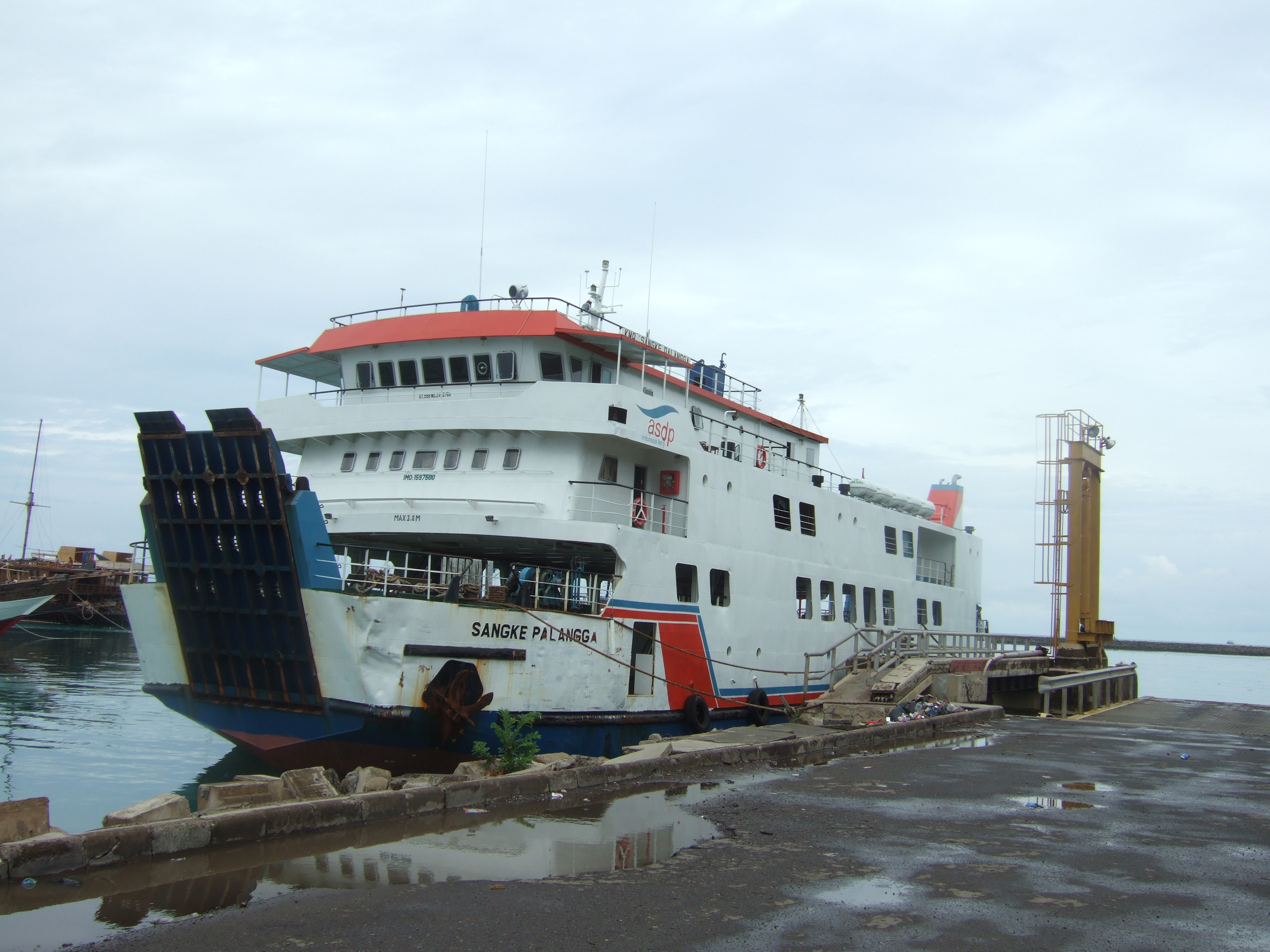
Ferry assurant la liaison entre Bira et Selayar.

Le parc national de Taka Bonerate est situé dans le kabupaten.
Un service de ferry assure la liaison entre le village de Bira et Selayar.
Un aéroport à Selayar (en) dessert Benteng.